# Last of the Wild Horses
Last of the Wild Horses is een Amerikaanse western uit 1948. De film werd geregisseerd door Robert L.Lippert. Hoofdrollen werden vertolkt door James Ellison, Mary Beth Hughes en Jane Frazee.

## Verhaal
De film draait om Duke, een rancheigenaar en voormalige rover uit het Wilde Westen. Net als de andere rancheigenaren vangt hij geregeld wilde paarden om mee te fokken. Aangezien de wilde paarden uit dreigen te sterven, besluiten de eigenaren onderling de dieren een tijdje met rust te laten.
Een net uit de gevangenis ontslagen rancheigenaar heeft echter andere plannen. Daar Duke een gevaar voor hem vormt, schuift hij hem een moord in de schoenen.

## Rolverdeling
| Acteur             | Personage               | Opmerkingen           |
| ------------------ | ----------------------- | --------------------- |
| James Ellison      | Duke Barnum             |                       |
| Mary Beth Hughes   | Terry Williams          |                       |
| Jane Frazee        | Jane Cooper             |                       |
| Douglass Dumbrille | Charlie Cooper          | als Douglas Dumbrille |
| James Millican     | Sheriff Steve Harrison  |                       |
| Reed Hadley        | Riley Morgan            |                       |
| Olin Howland       | Remedy Williams         | als Olin Howlin       |
| William Haade      | Henchman Rocky Rockford |                       |
| Grady Sutton       | Curly, the cook         |                       |

## Achtergrond
“Last of the Wild Horses” werd bespot in de cultserie Mystery Science Theater 3000. De aflevering waarin de film werd behandeld speelde zich deels af in een parallel universum waarin Mike Nelson in Deep 13 zat, en Dr. Clayton Forrester en TV's Frank in de Satellite of Love. Derhalve werd het eerste stuk van de film bespot door Dr. Forrester en Frank in plaats van Mike en de robots.